# Carbuccia
Carbuccia (in corso: Carbuccia) è un comune francese di 393 abitanti (1º gennaio 2017)  situato nel dipartimento della Corsica del Sud nella regione della Corsica.

## Società

### Evoluzione demografica
Abitanti censiti

## Infrastrutture e trasporti
Il territorio comunale è attraversato dalla linea ferroviaria a scartamento metrico Bastia – Ajaccio la quale inizia il suo percorso a fianco del torrente Gravona. Sul fondo valle, a circa sette chilometri di distanza dal centro abitato, si trova l'omonima stazione ferroviaria che, al 2011, risulta declassata a fermata facoltativa del servizio locale CFC Bastia – Ajaccio.